# 라지즈베크 물로조노프
라지즈베크 하산조노비치 물로조노프(우즈베크어: Lazizbek Hasanjon oʻgʻli Mullajonov 라지즈베크 하산존 오글리 물로조노프, 러시아어: Лазизбек Хасанжонович Муллоджонов, 1999년 5월 13일~)는 우즈베키스탄의 권투 선수로 2024년 하계 올림픽에서 헤비급 금메달을 획득했다. 또한 세계 선수권 대회에서 동메달 1개를 획득했다.

## 경력
2024년 8월 파리에서 열린 2024년 하계 올림픽에 참가했으며 결승에서 아제르바이잔의 로렌 알폰소를 꺾고 금메달을 획득했다.